# Kanton Le Mans-Sud-Ouest
Kanton Mans-Sud-Ouest is een voormalig kanton van het Franse departement Sarthe. Kanton Mans-Sud-Ouest maakte deel uit van het arrondissement Le Mans en telde 15.420 inwoners (1999). Het werd opgeheven bij decreet van 24 februari 2014 met uitwerking op 22 maart 2015.

## Gemeenten
Het kanton Le Mans-Sud-Ouest omvatte de volgende gemeenten:
- Arnage
- Le Mans (deels, hoofdplaats)